# A1 Slovenija
A1 Slovenija ist ein Telekommunikationsunternehmen, das Mobilfunknetze in Slowenien betreibt. Das Unternehmen ist eine 100-prozentige Tochter der Telekom Austria, die in insgesamt acht Ländern Zentral- und Osteuropas aktiv ist. Das Unternehmen wurde 1997 gegründet und startete als erster privater slowenischer Mobilfunkanbieter Si.mobil, bis es Ende April 2017 endgültig von A1 ersetzt wurde.

## Geschichte

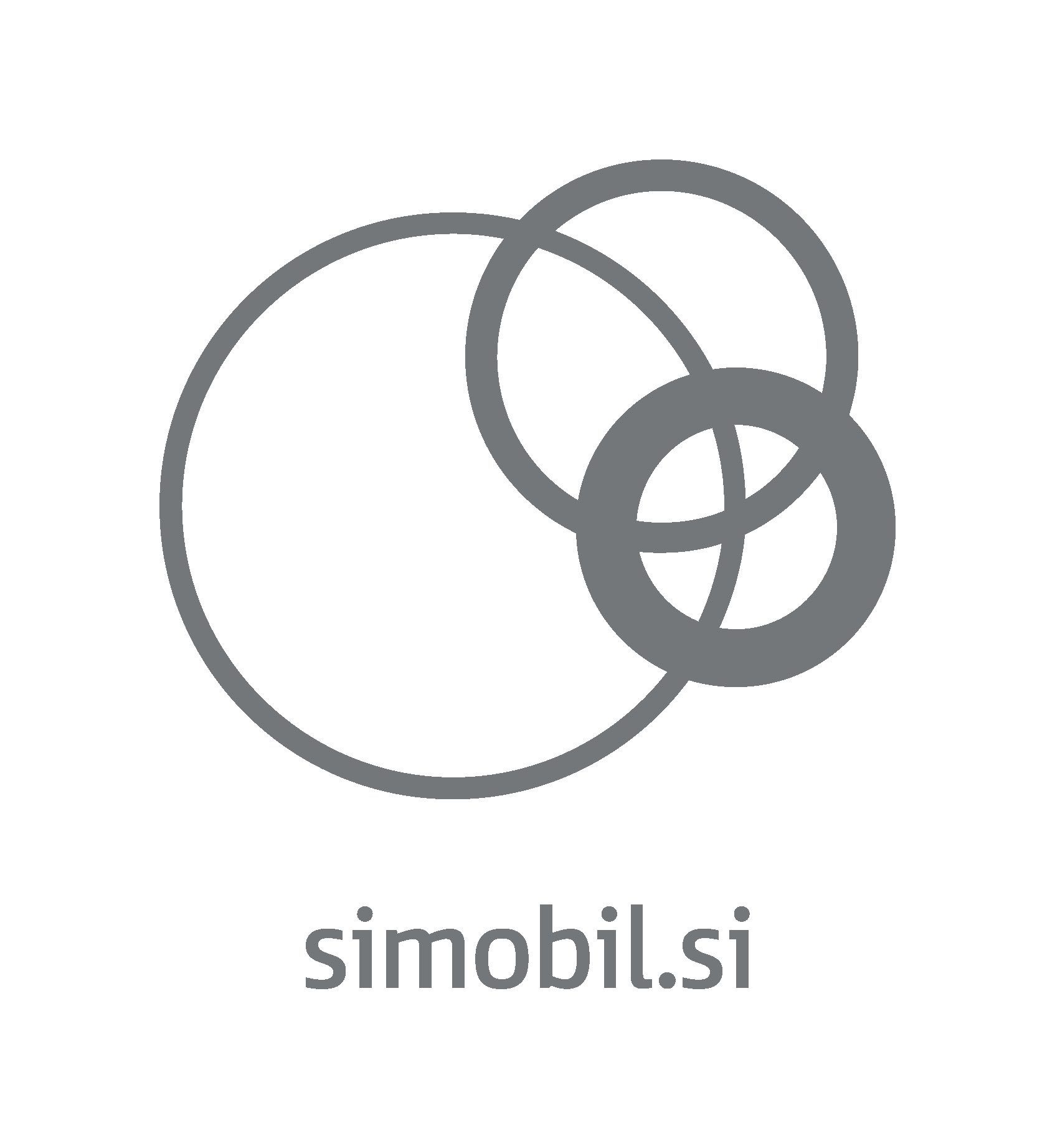
Ehemaliges Logo

Als erster privater slowenischer Mobilfunkanbieter startete Si.mobil 1999 den kommerziellen Betrieb. Im Jahr 2001 erwarb die mobilkom austria AG die mehrheitlichen Anteile des Unternehmens. Seit Mai 2006 ist Si.mobil zu 100 Prozent im Besitz der mobilkom austria AG.
Das Unternehmen hatte im 1. Quartal 2010 laut eigenen Angaben einen Marktanteil von 28,2 Prozent und war damit der zweitgrößte Mobilfunkanbieter in Slowenien.
Am 8. Juli 2010 wurde die mobilkom austria AG mit der Telekom Austria TA AG verschmolzen. Im Zuge dieser Verschmelzung wurden die nicht österreichischen Tochterunternehmen der mobilkom austria AG der Telekom Austria Group unterstellt. Daher ist Si.mobil seit 2010 eine 100-prozentige Tochter der Telekom Austria Group. Im Jahr 2017 wurde das Tochterunternehmen in A1 Slovenija umgewandelt. Zum Zeitpunkt der Übernahme besaß sie nach eigenen Angaben über 700.000 Kunden.
Im Jahr 2022 wurde das 5G-Netz, welches in Slowenien bis zu dem Zeitpunkt zu 58 % aufgebaut war, für alle Kunden inklusive des Mobilfunk-Discounters HoT freigeschaltet.

## Vorwahl
Die Vorwahlnummer für das Netz von A1 ist 040.